# Set primeres
Es coneix com les Set Primeres (xinès simplificat: 七个第一, pinyin: Qī gè dìyī, en anglés: Seven Firsts) a les set produccions de l'estudi de cinema de Changchun que foren la primera del seu tipus en la història del cinema de la República Popular de la Xina.

## Les pel·lícules
- Mingzhu Dongbei, primer documental de la Xina Comunista (1947, Dongbei Dianying Zhipianchang).[2]

- Huangdi Meng, primera pel·lícula d'animació amb titelles de la Xina Comunista (1947, Dongbei Dianying Zhipianchang).[2]
- Liuxia ta da Lao Jiang, primer curtmetratge de la Xina Comunista (1948, Dongbei Dianying Zhipianchang).[2]
- Yu Fang Shu Yi, primera pel·lícula educativa de la Xina Comunista (1948, Dongbei Dianying Zhipianchang).[2]
- Weng Zhong Zhuo Bie, primera pel·lícula d'animació tradicional de la Xina Comunista (1948, Dongbei Dianying Zhipianchang).[2]
- Soldat Alexander Matróssov, primera pel·lícula doblada de la República Popular de la Xina (1949).[3][4][2]
- Qiao, primer llargmetratge de la República Popular de la Xina (1949).[2]